# Ivo Frosio
Ivo Frosio (1930. április 27. – 2019. április 18.) svájci labdarúgó-középpályás.

## Pályafutása
1952–1957 között a Grasshopper, 1957–1961 között az FC Lugano labdarúgója volt.
1952–1959 között 13 alkalommal szerepelt a svájci válogatottban. Részt vett az 1954-es világbajnokságon.